# 知行路駅
知行路駅（ちこうろえき）は、中華人民共和国浙江省杭州市蕭山区空港大道と知行路の交差点に位置する杭州地下鉄19号線の駅である。

## 歴史
- 2022年9月22日：開業[1]。
- 2024年3月6日～3月31日：御道駅～知行路駅間での防音壁設置工事に伴い、一時的に営業を休止した[2]。

## 駅構造
島式ホーム2面4線を有する高架駅。現在、列車は内側の2線のみを使用しており、外側の2線は通常使用されていない。

### のりば
案内上ののりば番号は設定されていない。
| 路線     | 方向 | 行先                                   |
| -------- | ---- | -------------------------------------- |
|          | -    | 未使用                                 |
| ■ 19号線 | 下り | 火車東站（東広場）・火車西站・苕渓方面 |
| ■ 19号線 | 上り | 蕭山国際機場・永盛路方面               |
|          | -    | 未使用                                 |

（出典：杭州地下鉄:站内空间示意图）

## 駅周辺
- 蕭山国家農業科技園
- 栄望軒

## 隣の駅
杭州地下鉄
■ 19号線
耕文路駅 - 知行路駅 - 蕭山国際機場駅